# Neoxestolabus megalomus
Neoxestolabus megalomus es una especie de coleóptero de la familia Attelabidae.

## Distribución geográfica
Habita en Colombia.